# Pondok Dalem
Pondok Dalem is een bestuurslaag in het regentschap Jember van de provincie Oost-Java, Indonesië. Pondok Dalem telt 5847 inwoners (volkstelling 2010).